# Saalburg-Ebersdorf
 (septembre 2019).
Si vous disposez d'ouvrages ou d'articles de référence ou si vous connaissez des sites web de qualité traitant du thème abordé ici, merci de compléter l'article en donnant les références utiles à sa vérifiabilité et en les liant à la section « Notes et références ».
Saalburg-Ebersdorf est une ville d'Allemagne située en Thuringe.

## Personnalités
Augusta Reuss d'Ebersdorf par mariage duchesse de Saxe-Cobourg-Saalfeld puis Saxe-Cobourg-Gotha, grand-mère de la reine Victoria du Royaume-Uni, du prince-consort Albert et du roi Ferdinand II de Portugal. Arrière-grand-mère du roi Ferdinand Ier de Bulgarie.